# 萨比娜·利斯基
萨比娜·利斯基（德語：Sabine Katharina Lisicki，1989年9月22日—），生于联邦德国特羅斯多夫，昵称“新格拉芙”，当今德国网球女子运动员，前网球女子发球速度纪录保持者（2014.07～2018.02），单打最高世界排名第12，2013年温网女单亚军。

## 简介
利斯基的双亲Dr. Richard & Elisabeth Lisicki均有波兰血统，所以她精通德语、英语和波兰语。
利斯基2006年出道，這名德國新星的草地賽事表現尤其驚艷。自2009年開始（除了2010年因傷退出外），溫布頓網球公開賽晉級路上，擊敗該年的法國網球公開賽女單冠軍，包括2009年第三圈淘汰库兹涅佐娃，最終被世界排名第一的萨芬娜逆转，止步八强﹔2011年第二圈淘汰亞洲首位大滿貫得主李娜，最終四強敗給玛丽亚·莎拉波娃出局﹔不過利斯基在次年復仇成功，於第四圈將當時剛在法網封后的前者淘汰﹔2013年，她亦是在女單第四圈淘汰此年法網女單冠軍兼时任世界第一及衛冕的小威廉絲﹔四強擊敗去屆賽會亞軍拉德萬斯卡，晉身決賽對巴托莉，不過該場利斯基的發揮嚴重失準，以1－6，4－6憾负。
在2014年，上半賽季收到傷病侵襲，在溫網複出；在八強對陣羅馬尼亞名將哈勒普，被連追十一局導致出局。
利斯基是典型的力量型打法选手，发球非常出色，底线击球也很有力量。她在草地场上的表现尤为突出，自2009年以来她在温网只要参赛均至少杀入8强，尤其是屡次击败当年或者过往的法网冠军的表现为人所称道（2009年库兹涅佐娃，2011年李娜，2012年莎拉波娃，2013年小威廉姆斯，2014年伊万诺维奇（除伊万诺维奇以外均为当年法网冠军））。

## 大滿貫

### 女單亞軍（1）
| 年份 | 比賽 | 場地 | 決賽對手 | 對手國籍 | 勝方比分 |
| ---- | ---- | ---- | -------- | -------- | -------- |
| 2013 |      | 草地 | 巴托莉   | 法國     | 6-1, 6-4 |

## 外部連結
- 官方网站
- 萨比娜·利斯基的国际女子网球协会官方資料（英文）
- 萨比娜·利斯基的國際網球總會 職業／青少年 官方資料（英文）
- Fed Cup - Player profile - Sabine LISICKI (GER) （页面存档备份，存于）

| 前任： 大威廉姆斯 130英里／时 （2008.10～2014.07） | 女子网球发球速度世界纪录 131英里／时 | 繼任： {{{2}}} |